# Эспиэль, Эктор
Э́ктор Грос Эспиэ́ль (исп. Héctor Gross Espiell; 17 сентября 1926, Монтевидео, Уругвай — 30 ноября 2009, Монтевидео, Уругвай) — уругвайский юрист и дипломат, министр иностранных дел Уругвая (1990—1993).

## Биография
Получил юридическое образование, был доктором права и преподавал конституционное право.
Являлся исполнительным директором Межамериканского Института прав человека в Коста-Рике, судьей и президентом Межамериканского Суда по правам человека. Также был спецпредставителем Генерального секретаря ООН по проблемам Западной Сахары.
В 1990—1993 гг. — министр иностранных дел Уругвая.
Затем — посол во Франции и представитель Уругвая в Международном Суде в Гааге.
Почётный доктор права университетов Мексики и Чили.